# Ключ 21
| 匕                     | 匕              | 匕              |
| ---------------------- | --------------- | --------------- |
| 20                     | 21              | 22              |
| Піньінь:               | bǐ              | bǐ              |
| Чжуїнь:                | ㄅㄧˇ           | ㄅㄧˇ           |
| Вейд-Джайлз:           | pi3             | pi3             |
| Ютпхін:                | bei2 bei6       | bei2 bei6       |
| Он:                    |                 |                 |
| Кун:                   |                 |                 |
| Кандзі:                | 匕のヒ sajinohi | 匕のヒ sajinohi |
| Хун:                   | 비수 bisu       | 비수 bisu       |
| Им:                    | 비 bi           | 비 bi           |
| Індекс у Вікісловнику: | 匕              | 匕              |

Ключ 21 — ієрогліфічний ключ, що означає ложка і є одним із 23 (загалом існує 214) ключів Кансі, що складаються з двох рисок. 
У Словнику Кансі 19 символів із 40 000 використовують цей ключ.

## Символи, що використовують ключ 21

Як писати ієрогліф.

| кількість рисок | ієрогліфи |
| --------------- | --------- |
| без додаткових  | 匕        |
| 2 додаткові     | 化        |
| 3 додаткові     | 北        |
| 9 додаткових    | 匘 匙     |